# Monoprix

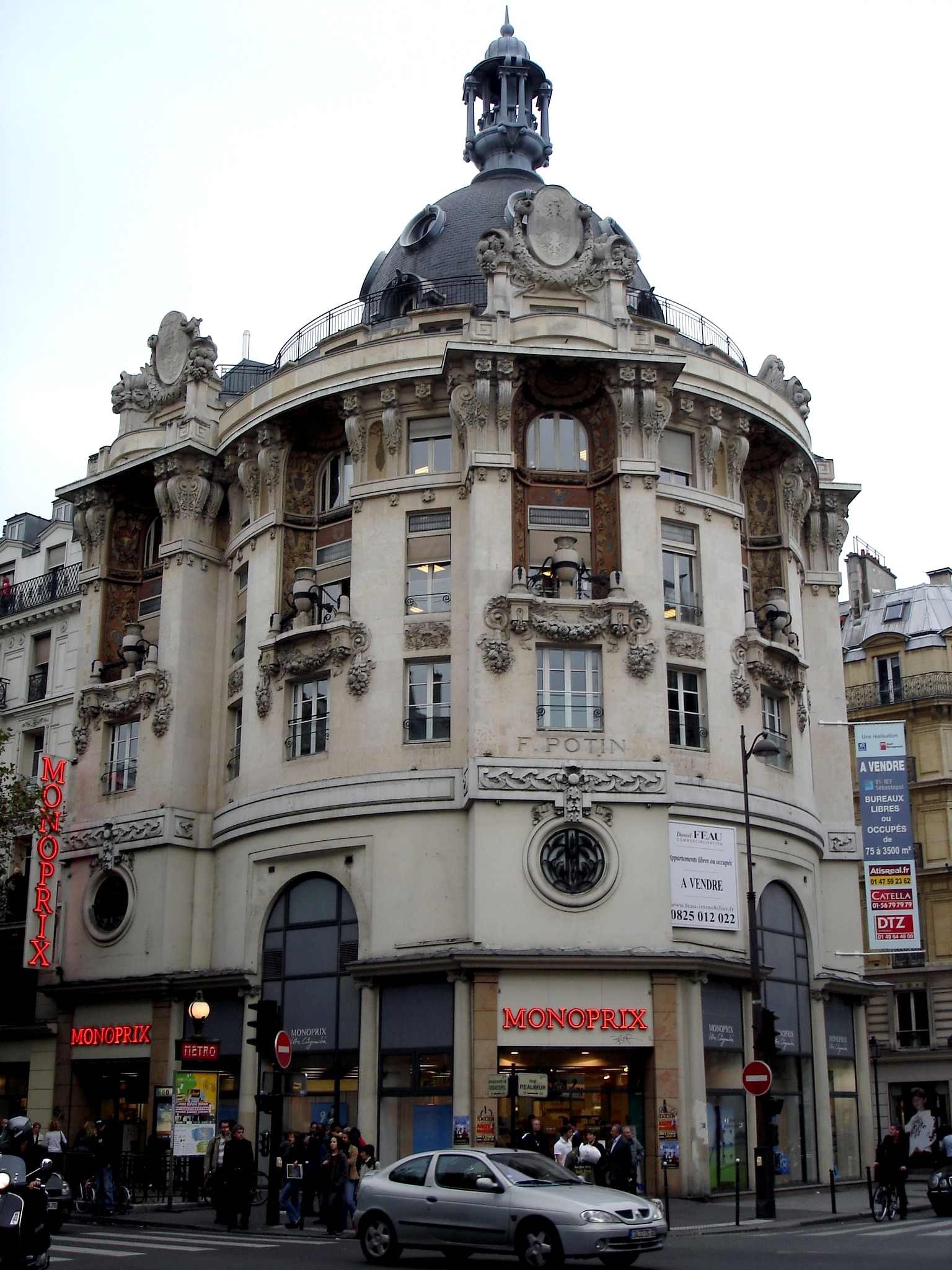
Местонахождение Monoprix в Париже, в котором раньше находился головной офис компании Félix Potin.

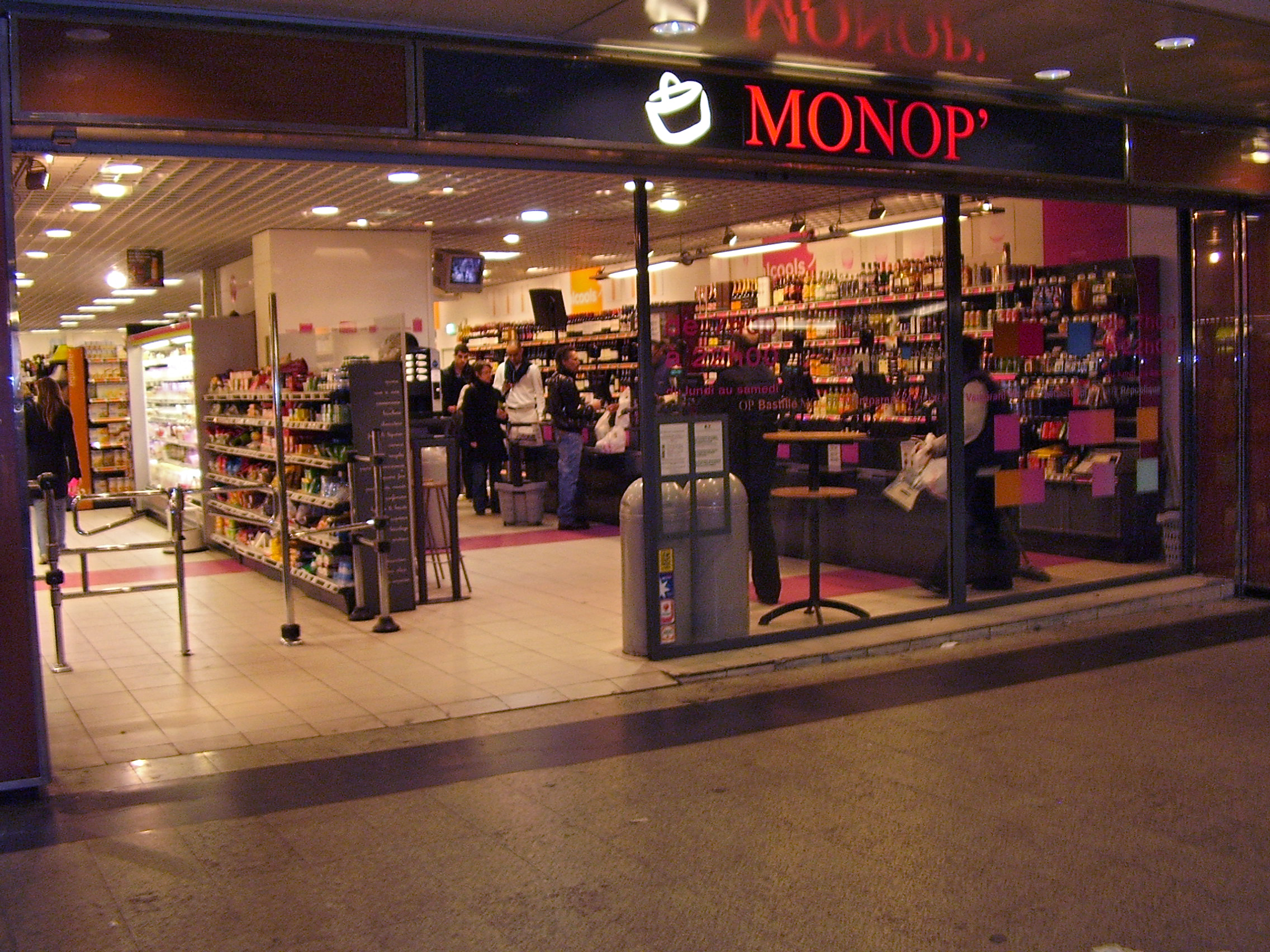
Месторасположение Monop' в Париже.

Monoprix S.A. (французское произношение: [mɔnɔpʁi] Монопри) — крупная сеть розничной торговли во Франции со штаб-квартирой в Клиши-ла-Гаренн, находящийся рядом с Парижем. В магазинах компании осуществляется розничная торговля не только продуктами питания, но также одежды, косметики и товаров для дома.

## История
Компания была основана в 1932 году в Руане Максом Хайльбронном — зятем Теофиля Бадера, который был сооснователем «Galeries Lafayette» — сеть люксовых универмагов.
В 1991 году «Monoprix» приобрела бренд «Uniprix», после того, как «Galeries Lafayette» стала владельцем «Nouvelles Galeries» — материнская компания «Uniprix».
В 1997 году «Monoprix» объединилась с французским ретейлером «Prisunic», в результате чего «Groupe Casino» приобрела 21 % акций объединённой компании.
В 2000 году «Galeries Lafayette» заключила сделку по продаже половины доли (50 %) компании «Monoprix». «Groupe Casino» предоставила Galeries Lafayette оферту на продажу оставшихся 50 %. В 2012 году, после судебных разбирательств по поводу оферты и цены, совладельцы обеих компаний договорились о стоимости продажи в размере 1,2 миллиарда евро. «Autorité de la concurrence» — орган по регулированию конкуренции во Франции, в 2013 году одобрил сделку, при условии, что объединённая группа продаст 58 магазинов. Такое решение позволило закрыть сделку, и «Monoprix» стало полностью дочерней компанией «Groupe Casino».
В феврале 2018 года «Monoprix» объявила об эксклюзивных переговорах по приобретению онлайн-магазина обуви «Sarenza19».
15 июля 2019 года Жан-Поль Моше вступает в должность президента «Monoprix», при этом параллельно являясь генеральным директором «Franprix».
В мае 2021 года компания заключила партнёрство с онлайн-банком «Pixpay».
Всего у «Monoprix» более 700 магазинов: большинство из них под брендом Monoprix, но есть и небольшие магазины под другими названиями: «Monop'», «Monop' Daily», «Monop' Station», «Monop' Beauty» и «Naturalia». Компания представлена в более чем 250 населённых пунктах Франции и насчитывает около 21 000 сотрудников.

## Распространение
«Monoprix» представлена в 85 % населённых пунктов с численностью более чем 50 000 человек, при этом занимая коммерческие районы в центре городов. «Monoprix» работает в более чем 250 городах Франции и имеет сто точек продаж за рубежом: Тунис, Ливан, Ливия, Катар, Люксембург.

## Бренды
«Monoprix» состоит из 6 брендов.
- Monoprix : исторически первый бренд. Присутствует практически в 85 % городов с населением свыше 50 000 человек. Осуществляет продажу продуктов питания, одежды, косметики и товаров для дома.
- Monop’ : бренд был основан в феврале 2005 года. Магазины в основном расположены в деловых и жилых районах. Ведёт розничную торговлю готовых и свежих продуктов[15].
- Monop’daily : занимается реализацией быстрого питания и свежих продуктов.
- Monop’beauty : первый магазин был открыт 9 декабря 2005 года в Париже на улице Abbesses,28. Торгует косметическими предметами гигиены и предлагает на выбор альтернативные и эксклюзивные бренды[15].
- Monop’station : занимается перекусами и решением проблем с продовольственными и непродовольственными товарами на вокзале.
- Naturalia : магазин органических продуктов, а с 2008 года также занимается реализацией натуральной косметики и пищевых добавок[16].